# Бєлявський Олександр Васильович
Олександр Бєлявський (нар. бл. 1832, Смоленська губернія, Російська імперія — пом. 24 січня (6 лютого) 1901, Петербург) — перший директор Глухівського учительського інституту (нині — Глухівський національний педагогічний університет імені Олександра Довженка) (1874—1894).

## Життєпис
Народився 1832 р. на Смоленщині в сім’ї священика. 
1855 р. або 1858 р. закінчив Петербурзький Головний педагогічний інститут. 
На службі з 1858 р.
Певний час працював у Гатчинському сирітському інституті. 
У подальшому працював у Сімферопольській гімназії, Штурманському училищі, І-му Московському кадетському корпусі, був директором Гельсингфорської гімназії (нині – м. Гельсінкі, Фінляндська Республіка). 
Напередодні переведення в Глухів був інспектором народних училищ у Кам’янці-Подільському (нині – місто Кам’янець-Подільський, Хмельницька область). 
26 липня 1874 р. затверджений директором Глухівського учительського інституту.
На посаді директора О.В. Бєлявському вдалося розв’язати низку серйозних проблем в інституті, зокрема забезпечити навчальний заклад відповідною матеріальною базою (від матраців та посуду для студентів до квартирних грошей для викладачів), організувати новаторську методику підготовки майбутніх учителів, у тому числі започаткувати зразкову школу, що стала для них своєрідною лабораторією, організувати викладання у виші з 1880 р. німецької мови.
Водночас не можна не згадати і про те, що як керівник учительського інституту О.В. Бєлявський втілював у життя урядову політику «обрусіння краю», а відтак обмежував будь-які прояви українофільства у викладацькому й студентському середовищах. Так, 1877 р. за підозрою у сприянні та симпатії громадському руху були переведені з інституту в інші навчальні заклади викладачі російської мови І. Житецький та історії Є. Діяконенко. Замість них за ініціативою окружного правління або й директора були запрошені випускники Санкт-Петербурзької й Київської духовних академій. Ймовірно, саме така необдумана кадрова політика сприяла виникненню конфліктів між керівництвом вишу, викладачами та студентами на межі 1870-ті–1880-х рр.
28 вересня 1884 р. О.В. Бєлявському після 25 років державної служби призначили пенсію в розмірі 800 руб. на рік, але при цьому залишили на посаді директора. Звільнено його було міністром освіти 22 вересня 1893 р. з пенсією 1120 рублів.
Дослужився О.В. Бєлявський на державній службі до чину дійсного статського радника. Нагороджений був орденами св. Анни (1875), св. рівноапостольного Володимира ІІІ ст. (1880), «за отлично-учередную службу и особые труды» св. Станіслава І ст. (1889).
Помер 1901 р.